# Drakkar

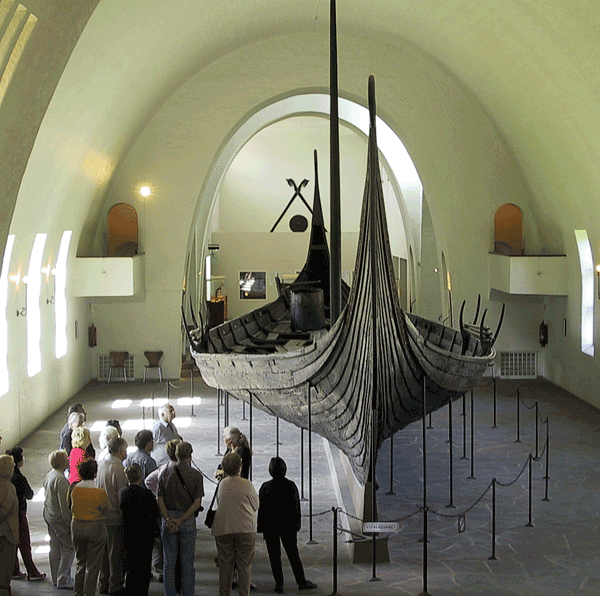
Drakkar w muzeum w Oslo

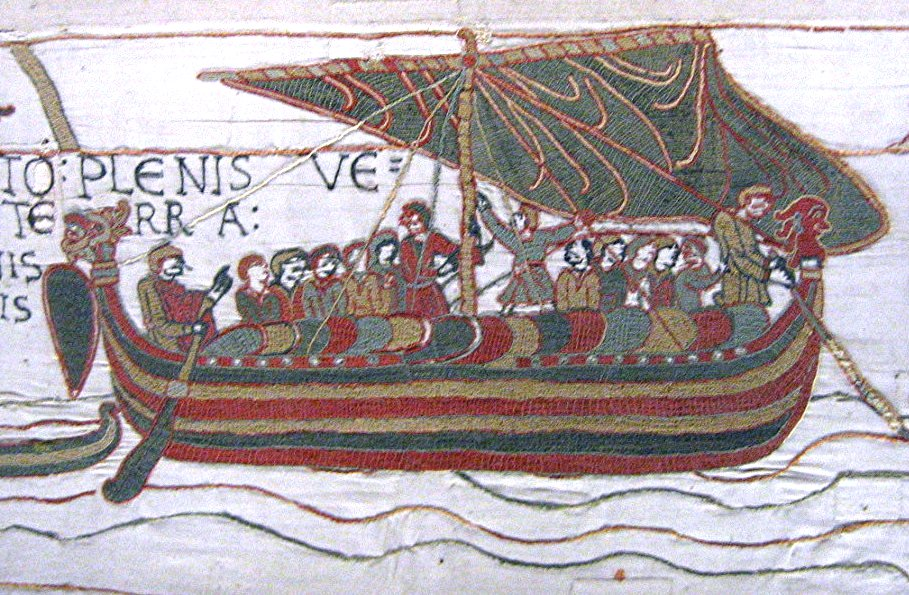
Drakkar na tkaninie z Bayeux

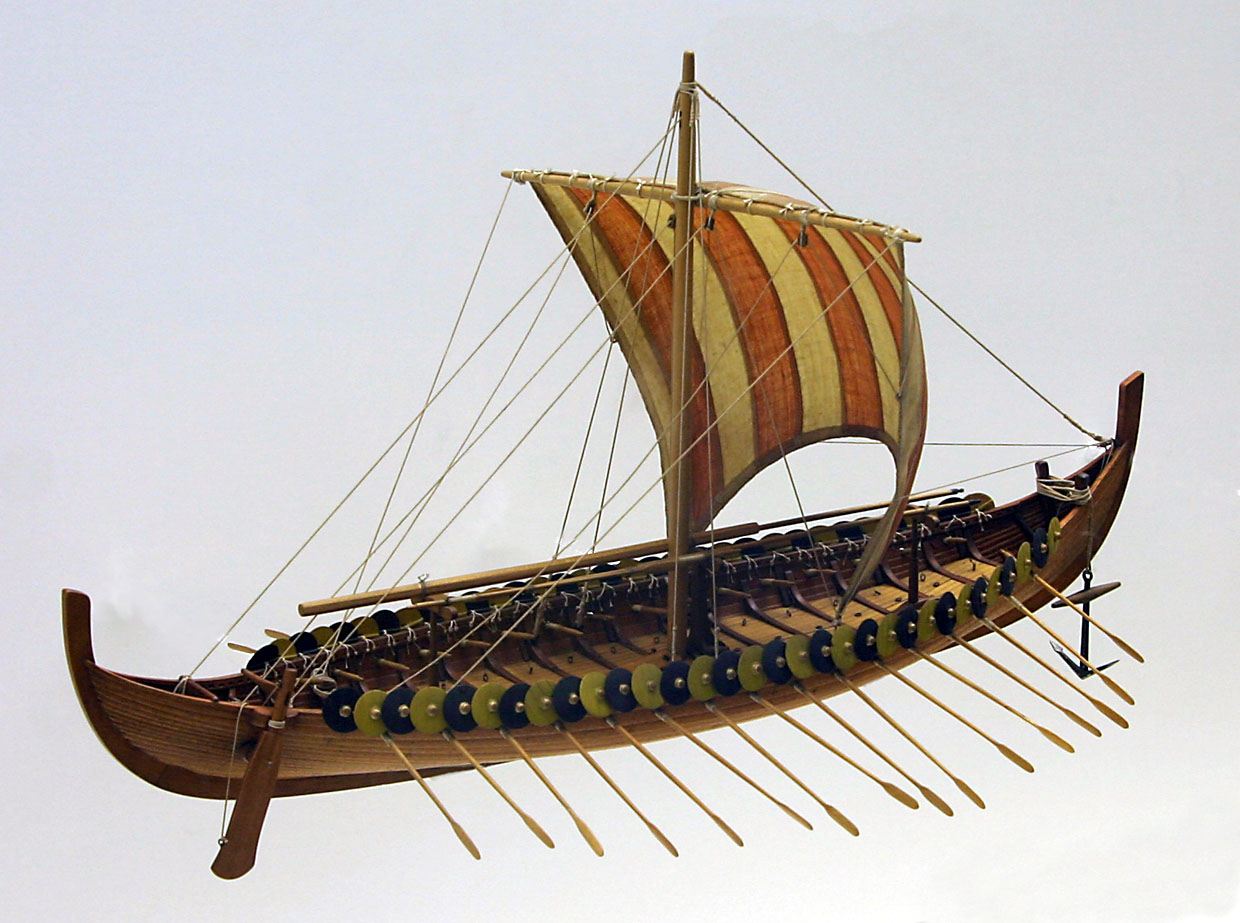
Model drakkaru

Drakkar (isl. Drekki - smok) – największy typ langskipów, okrętów wikingów. Największy znany drakkar miał 45 m długości i 34 pary wioseł. Mogły jednak istnieć większe – nawet do 120 miejsc dla wioślarzy. Według sag skandynawskich, okręt taki posiadał król duński Kanut I Wielki (1018–1035). Zazwyczaj jednak do drakkarów zaliczano jednostki o liczbie wioseł wynoszącej co najmniej 60. Zrekonstruowany w 1881 r. w Norwegii drakkar miał 25 m długości, 5 m szerokości oraz 16 par wioseł.
Drakkary były pełnomorskimi jednostkami, zdolnymi do żeglugi oceanicznej, jak i rzecznej. Wyposażone były w jeden duży (ponad 230 m²) rejowy żagiel. Drakkary, jako jednostki duże, a więc drogie, zazwyczaj były własnością wodzów i pełniły w normańskich flotach funkcję okrętów reprezentacyjnych oraz flagowych. 
Cechą charakterystyczną drakkarów były rzeźby przedstawiające głowy smoków (stąd nazwa klasy tych jednostek) mocowane do dziobnicy podczas wyprawy – najprawdopodobniej w celu odstraszenia bóstw opiekujących się napadanymi miastami. Rzeźby te zdejmowano podczas powrotu, aby nie obrazić własnych "opiekunów".
Wyobrażenie drakkara z hufcem zbrojnych i św. Wojciecha zostało przedstawione jako pierwsze na prawym skrzydle Drzwi Gnieźnieńskich.
Wzmianka w Żywocie tzw. Kanaparzowym św. Wojciecha, informuje, że święty otrzymał od księcia statek i 30 wojów do ochrony.
Według św. Brunona statek był chroniony multo milite. 